# 岩崎聡子
岩崎 聡子（いわさ きさとこ）は日本の女優。

## 経歴・人物
東京都港区に生まれ、大田区で育つ。
1983年、今村昌平監督の映画『楢山節考』でデビュー。
高校卒業後、富良野塾に2期生として入塾した。卒塾後、日本映画学校俳優科へ進む。劇団1980（イチキュウハチマル）を経て、ワンダー・プロダクション→オフィスKUMAに所属。

## 主な出演作

### 映画
- 楢山節考 （1983年）- 杉やん役
- 女衒ZEGEN　（1987年） - モヨ役

- ゆずり葉-君もまた次のきみへ-（2009年）- 長田妙子役
- ラストレター　（2020年）- ハルコ 役
- REVOLUTION+1 （2023年）- 達也の母 役
- 福田村事件 （2023年）- 島村フネ 役
- 青春ジャック~　止められるか俺たちを2　 ゴールデンダストの客 役

### インディーズ
- ミッシングチャイルドビデオテープ（2023年　第2回日本ホラー映画大賞大賞作品[3]）- 主人公の母[4]
- 愛を抱くということ（2023年　恵那峡映画祭第3回脚本賞グランプリ作品[5]） - 花之木鈴 役 （主演）
- 「人間の実」東京藝術大学映像研究科映画専攻修了作品[6]（監督:西室杏梨）-青柳直美役

### テレビ
- 川は泣いている （テレビ朝日　1990年[2]）

- 西郷どん - （NHK総合テレビジョン　2018年、第46回、第47回 (最終回）[2]）
- 鹿楓堂よついろ日和　（テレビ朝日　2022年1月29日　第3話）

### ラジオドラマ
- 青春アドベンチャー (NHKFM 2018年 - )
- 火喰鳥 羽州ぼろ鳶組（2018年7月23日 - 8月3日[7]）- 鳥越秋代 役
- 鬼煙管 羽州ぼろ鳶組（2020年10月19日 - 30日）[8]
- 菩薩花 羽州ぼろ鳶組（2021年11月15日 - 26日）[9]
- 玉麒麟 羽州ぼろ鳶組（2023年6月5日 - 16日）[10]

### ナレーション
- 父をめぐる旅　中村正義の生涯（映画、2013年）[11]

### 舞台
- 市原悦子追悼朗読会「焼け跡のお菓子の木」[12]（2020年1月セルリアンタワー能楽堂）
- 覧古考新（2024年1月20日　第Q芸術劇場）[13]
- 玄海灘（2024年1月21日　第Q芸術劇場/1月27日、渋谷EDGE）
- まどのむこうの子守唄（2024年12月　京都芸術大学舞台芸術研究センター[14]）